# Darkwater
Darkwater ist eine Progressive-Metal-Band aus Schweden.

## Bandgeschichte
Während der ersten Jahre konzentrierte sich die Band auf das erste Album und spielte einige ausgewählte Konzerte.
Im Jahr 2006 begaben sich Darkwater ins Studio, um die Songs für das Debütalbum Calling the Earth to Witness aufzunehmen. 2007 unterzeichnete die Band einen Vertrag bei dem schwedischen Plattenlabel Ulterium Records, das die CD veröffentlichte.
Im Oktober 2010 traten Darkwater beim ProgPower Europe Festival auf und veröffentlichten am 12. November 2010 ihr zweites Album Where Stories End.

## Stil
Darkwater spielen melodischen Progressive Metal, der auch Elemente des Power Metal verwendet.

## Diskografie

### Alben
- 2010: Where Stories End (Ulterium Records)[1][2]
- 2007: Calling the Earth to Witness (Ulterium Records)[3]
- 2019: Human (Ulterium Records)